# Uthleben
Uthleben là một đô thị ở huyện Nordhausen, trong bang Thüringen, Đức. Đô thị Uthleben có diện tích 14,63 km².